# Pereskia aculeata
Pereskia aculeata е вид растение от семейство Кактусови (Cactaceae). Видът е незастрашен от изчезване.

## Разпространение
Разпространен е в Аржентина, Бонер, Свети Евстатиус и Саба, Бразилия, Куба, Кюрасао, Доминика, Френска Гвиана, Гвиана, Хаити, Панама, Парагвай, Перу, Свети Мартин, Суринам, Тринидад и Тобаго, САЩ и Венецуела.